# Rheinland Klinikum Neuss
Die Rheinland Klinikum Neuss GmbH wurde am 28. August 2019 durch eine Fusion der Städtischen Kliniken Neuss - Lukaskrankenhaus - GmbH und der Rhein-Kreis Neuss Kliniken GmbH gegründet. Als Gesellschafter zeichnen zu gleichen Teilen die Stadt Neuss und der Rhein-Kreis Neuss. Das Unternehmen wird von einem Aufsichtsrat mit 25 Mitgliedern (Vorsitzender Thomas Ittel) und der Geschäftsführerin Nicole Rohde geleitet. Das Unternehmen umfasst 4 Kliniken, 3 Häuser der Altenpflege, 2 Medizinische Versorgungszentren, 1 Zentrum für Arbeitsmedizin, verschiedene Service-Gesellschaften und 12 Kindertageseinrichtungen im Rhein-Kreis Neuss.

## Krankenhaus Dormagen
Das Rheinland Klinikum Dormagen wurde 1980 als Kreiskrankenhaus Dormagen eröffnet und gehört seit der Fusion zur Unternehmensgruppe.

## Elisabethkrankenhaus Grevenbroich
Das Rheinland Klinikum Grevenbroich Elisabethkrankenhaus, dessen Ursprünge bis ins Mittelalter zurückführen, ist Teil der Unternehmensgruppe.

## Lukaskrankenhaus Neuss
Das Lukaskrankenhaus Neuss ist die größte Klinik der fusionierten Unternehmensgruppe und wurde vom 1. Januar 1987 bis zum 28. August 2019 von der Städtische Kliniken Neuss - Lukaskrankenhaus - GmbH als kommunales Krankenhaus der Stadt Neuss geführt.

## Rheintor-Klinik Neuss
Die „Klinik Dr. Greifensteiner / chirurgisch-orthopädisches Fachkrankenhaus“, später „Paracelsus-Zentrum“, an der Hafenstraße wurde vom Wiener Chirurgen Johann Greifensteiner gegründet. Von 1961 bis 1988 spezialisierte man sich auf Arbeitsunfälle insbesondere im Neusser Stadthafen und unfallchirurgische Eingriffe. Anfang 1988 wurde die Klinik von der Paracelsus-Kliniken Deutschland GmbH übernommen; seit dem 1. Januar 2005 zählt sie zu den Städtischen Kliniken Neuss. Die Klinik bietet ein modernes Operations- und Gesundheitszentrum mit der Spezialisierung auf die Behandlungsschwerpunkte Chirurgie/Orthopädie, Neurochirurgie und Mund-Kiefer-Gesichtschirurgie.

## Medizinisches Versorgungszentrum
Als Tochtergesellschaft wird seit 2010 ein Medizinisches Versorgungszentrum (MVZ) am Lukaskrankenhaus in Neuss mit den Fachbereichen Strahlentherapie und Pathologie betrieben. Die Strahlentherapie ist die einzige im Rhein-Kreis Neuss und behandelt jährlich über 1.600 Patienten. Die Pathologie untersucht an den beiden Standorten Neuss und Grevenbroich jedes Jahr über 40.000 Gewebeproben für Krankenhäuser und Arztpraxen im Rhein-Kreis Neuss.

## Pflegeheim Herz-Jesu
Seit 2012 gehört das Pflegeheim Herz-Jesu zur Städtische Kliniken Neuss – Lukaskrankenhaus – GmbH und wird als unselbständige Betriebsstätte geführt. Das Pflegeheim hat 5 Wohnbereiche für 105 Bewohner und einen speziell geschützten Bereich für die Unterbringung von dementiell veränderten Bewohnern.